# Автопортрет Шевченко (зима 1840/1841)
Автопортрет Шевченко — первый из автопортретов Тараса Шевченко. Написан зимой 1840/1841 года.
О создании произведения вспоминает друг Шевченко по Академии художеств Ф. П. Пономарёв:

Я был с Шевченко самый близкий друг. В конце 1830-х и в начале 1840-х годов мы были неразлучны почти ежедневно. Он жил на Острову, в 5-й линии, дом Аренста, а я в Академии художеств, где имел мастерскую, данную мне за успехи в рисовании и лепке. Эта мастерская (бывшая старая церковная ризница) состояла из одной комнаты с антресолями. На этих антресолях мой бедный Тарас помещался во время тяжкой своей болезни, поглощавшей наши скудные средства. В это самое время он написал с себя масляными красками портрет: …и подаренный мне торс св. Себастиана с натуры, в классах Академии. Рядом с моею мастерской находилась мастерская художника Петра Степановича Петровского, работавшего над программою «Агарь в пустыне».— Русская старина», т. XXVII, СПб., 1880, стор. 589
Сейчас картина находится в Киеве в Национальном музее Тараса Шевченко.